# Знаменка (Могилёвская область)
Зна́менка (бел. Зна́менка) (до 30 июля 1964 года — Кобылянка) — деревня в составе Липенского сельсовета Осиповичского района Могилёвской области Белоруссии.

## Этимология
«Знаменка» является символическим названием, данным вместо прежнего «неблагозвучного».

## Географическое положение
Знаменка расположена в 23 км на северо-восток от Осиповичей, в 7 км от ж/д станции Брицаловичи на линии Осиповичи — Могилёв и в 130 км от Могилёва. Рядом с деревней проходит автодорога Осиповичи — Свислочь Р72. На юго-востоке Знаменка граничит с лесом.
Знаменка, разбитая ручьём на северную и южную части, обладает двухсторонней неплотной застройкой деревянными крестьянскими домами.

## История
До 30 июля 1964 года деревня носила название Кобылянка. Согласно переписи 1897 года Кобылянка (она же Холуй) относилась к Погорельской волости Игуменской уезда Минской губернии. 8 февраля 1931 года здесь был организован колхоз «Красный восход».
Во время Великой Отечественной войны Знаменка была оккупирована немецко-фашистскими войсками. Оккупанты сожгли 21 двор. На фронте и в партизанской деятельности погибли 16 жителей.

## Население
- 1897 год — 292 человека, 38 дворов[1]
- 1907 год — 390 человек, 61 двор[1]
- 1926 год — 411 человек[1]
- 1959 год — 277 человек[1]
- 1970 год — 200 человек[1]
- 1986 год — 105 человек, 57 дворов[1]
- 2002 год — 62 человека, 27 хозяйств[1]
- 2007 год — 53 человека, 26 хозяйств[1]

## Комментарии
1. ↑  Название и ударение даны по: Назвы населеных пунктаў Рэспублікі Беларусь: Магілёўская вобласць: нарматыўны даведнік / І. А. Гапоненка і інш.; пад рэд. В. П. Лемцюговай. — Минск: Тэхналогія, 2007. — С. 65. — 406 с. — ISBN 978-985-458-159-0.